# Scapanus
Scapanus es un género de mamíferos de la familia Talpidae. Viven en Norteamérica, desde el oeste de las Montañas Rocallosas hasta Baja California norteña, y hacia el norte hasta la Columbia Británica, en todas partes donde las condiciones permitan una población de topos. Esto significa todos los suelos sacados de los más arenosos y rocosos o los lugares con construcciones. Cómo que forman un único género, están relacionados muy estrechamente, pero como especie, nunca o casi nunca se cruzan con éxito.

## Especies
Se reconocen las siguientes: 
- Topo de pies anchos (Scapanus latimanus)
- Topo costero del Pacífico (Scapanus orarius)
- Topo de Townsend (Scapanus townsendii)